# Limiteur de vitesse
Pour les articles homonymes, voir limiteur (homonymie).
Un limiteur de vitesse de véhicule automobile, un dispositif limiteur de vitesse ou un système de limitation de vitesse permet au conducteur de limiter sa vitesse maximale pour maîtriser le risque de dépassement de la vitesse autorisée. Le paramétrage du limiteur de vitesse est souvent fait par le conducteur bien que ce ne soit pas toujours le cas, comme sur les poids lourds où la vitesse est limitée par construction (bridage).
Par définition, cette fonction n'est pas un régulateur de vitesse dont la fonction est tout autre, même si les logos et boutons peuvent se ressembler ou se situer à proximité. Suivant les modèles de véhicules, certains véhicules n'ont que le limiteur, d'autres n'ont que le régulateur, d'autres ont les deux.

## Histoire
En 1992, au niveau de la communauté européenne, le limiteur de vitesse apparaît dans la directive 92/24/CEE du Conseil, du 31 mars 1992, relative aux dispositifs limiteurs de vitesse ou à des systèmes de limitation de vitesse similaires montés sur certaines catégories de véhicules.

« La fonction de limitation de vitesse ou le dispositif limiteur de vitesse doivent être tels que la vitesse du véhicule sur route ne varie pas en cas de pression sur l'accélérateur alors que le véhicule roule à la vitesse fixée »

— directive 92/24/CEE du Conseil, du 31 mars 1992
Dès le 6 juillet 2022 pour les nouveaux types de véhicules et dès le 7 juillet 2024 pour les véhicules neufs (nouvelle immatriculation) la présence d'un limiteur de vitesse dans la voiture est obligatoire dans l'union européenne.

## Réglementation
Le Règlement (UE) n ° 214/2014 de la Commission du 25 février 2014 reconnaît deux concepts:
| Dénomination                                    | Norme                                                        |
| ----------------------------------------------- | ------------------------------------------------------------ |
| Dispositifs limiteurs de vitesse                | Directive 92/24/CEE                                          |
| Systèmes de limitation de vitesse des véhicules | - Règlement (CE) no 661/2009 - Règlement no 89 de la CEE-ONU |

Le limiteur est homologué selon un cahier des charges international (règlement de Genève n°89 (série CEE-ONU),.

## Véhicule équipés
Les constructeurs européens de Citroën, BMW, Mercedes Benz, Peugeot, Renault, Tesla ainsi que certains modèles de voitures et de fourgonnettes Ford et Nissan sont équipés de limiteurs de vitesse contrôlés par le conducteur ou disponibles en option. Ces limiteurs peuvent être réglés par le conducteur à la vitesse désirée. le limiteur peut être inhibé ou dépassé si nécessaire parfois en appuyant fortement sur l'accélérateur.
Sur certains véhicules équipés de boite automatique, le limiteur peut rétrograder à travers les vitesses automatiques pour maintenir la vitesse maximale.

## Bridage des poids-lourds

### Bridage des poids-lourds en Europe
En 1992, pour harmoniser le marché unique européen, la directive 92/24/CEE réglemente pour les poids-lourds l'utilisation d'un limiteur de vitesse sur ses «vitesse limitée», «vitesse fixée» et «vitesse stabilisée»
Dans l'union européenne, les vitesses maximum par construction sont de 90 km/h pour les poids-lourds et de 100 km/h ou 105 km/h pour les autocars
En 2001, un rapport y voit les effets suivants:

« il est manifeste que les effets connus des limiteurs de vitesse sont, d'une manière générale, très positifs pour les conducteurs, pour les entreprises, pour la collectivité et pour l'environnement. Les effets négatifs sont minimes et il est possible de les éviter: en effet, si tous les limiteurs de vitesse étaient réglés précisément sur la même vitesse, les dépassements ne seraient plus aussi fréquents; en outre, avec la généralisation des limiteurs de vitesse, les horaires fixés aux chauffeurs seront plus réalistes par comparaison avec ceux qui leur étaient imposés par le passé, et qu'ils ne pouvaient pas respecter sans excès de vitesse. »

— Rapport de la Commission au Parlement européen et au Conseil
En 2004, dans l'union européenne, la directive 2004/11/CE inclut les véhicules de type M2 et N2 dans le champ des véhicules devant être équipés d'un limiteur de vitesse.
La réglementation française en accord avec la réglementation européenne bride la vitesse des poids lourds d'une masse de plus de 3500 kilogrammes à 90 km/h, depuis le début du siècle.
En France, l’absence de limiteur de vitesse est qualifiée de délit pouvant être sanctionné d'une amende de 30 000€ et d’une peine d’emprisonnement d’une année.
Depuis le 1er janvier 2007, la nouvelle réglementation sur le limiteur de vitesse poids lourd définie par le décret no 2006-1812 du 23 décembre 2006 s'applique. Les deux directives communautaires transposées en droit français par décret du 25 février 2005 ont étendu aux véhicules de transport de marchandises d’un poids total autorisé en charge (PTAC) de plus de 3,5 tonnes et jusqu’à 12 tonnes et aux véhicules de transport en commun d’un PTAC jusqu’à 10 tonnes, mis en circulation pour la première fois depuis le 1er octobre 2001, l’obligation de s’équiper d’un limiteur de vitesse réglé à 90 km/h pour les premiers et à 100 km/h pour les seconds.

### Bridage des poids-lourds en Ontario
En Ontario, les poids-lourds sont bridés à 105 km/h.

## Systèmes d'adaptation intelligente de la vitesse
Plus récemment, des nouveaux systèmes évitent au conducteur d'avoir à saisir cette information, le véhicule étant capable de lire la vitesse écrite sur des panneaux  ou de retrouver la vitesse en vigueur en géolocalisant le véhicule. Cette nouvelle fonction est connue sous la dénomination Intelligent speed adaptation, Sistema di adattamento intelligente della velocità ou systèmes d'adaptation intelligente de la vitesse
Le Règlement (UE) 2019/2144 du Parlement Européen et du Conseil du 27 novembre 2019 est adopté en juin 2019, pour entrer en vigueur dès le 6 juillet 2022 pour les nouveaux types de véhicules et le 7 juillet 2024 pour les véhicules neufs (nouvelle immatriculation) mais le fonctionnement exact de ces système n'est pas encore connu.

« L’adaptation intelligente de la vitesse a les exigences minimales suivantes : 

a) il est possible au conducteur d’être informé, par l’intermédiaire de la commande d’accélérateur, ou par l’intermédiaire d’une réaction efficace, appropriée et prévue à cette fin, que la limite de vitesse applicable est dépassée; 

b) il est possible d’éteindre le système; des informations sur la limite de vitesse peuvent continuer d’être fournies et l’adaptation intelligente de la vitesse est en mode de fonctionnement normal à chaque activation du commutateur principal du véhicule; 

c) la réaction appropriée et prévue à cette fin est fondée sur des informations relatives aux limitations de vitesse obtenues par l’observation des panneaux et signaux routiers, sur la base des signaux de l’infrastructure ou de données de cartes électroniques, ou les deux, disponibles à bord du véhicule; 

d) la possibilité qu’a le conducteur de dépasser la vitesse du véhicule suggérée par le système n’est pas affectée; 

e) leurs objectifs de performance sont fixés de manière à éviter ou à réduire au minimum le taux d’erreur en conditions de conduite réelles. »

— Règlement (UE) 2019/2144 du Parlement Européen et du Conseil du 27 novembre 2019